# DSA-125
La DSA-125 es una carretera perteneciente a la Red Secundaria de la Diputación Provincial de Salamanca que une la  N-630  con la localidad de Buenavista.

## Origen y Destino
La carretera  DSA-125  tiene su origen en Buenavista en la intersección con la carretera  N-630 , y termina en el casco urbano de Buenavista, formando parte de la Red de carreteras de Salamanca.